# Administrateur de l'Agence de protection de l'environnement des États-Unis
L'administrateur de l'Agence de protection de l'environnement des États-Unis  (en anglais, Administrator of the Environmental Protection Agency) est le chef de l'Agence de protection de l'environnement des États-Unis (ou EPA), une agence fédérale gouvernementale et à ce titre responsable du respect de Clean Air et du Clean Water Acts, ainsi que de nombreuses autres règlementations  environnementales. L'administrateur est nommé par le président des États-Unis et doit être confirmé par le Sénat américain. La fonction a été créée en même temps que l'agence en 1970.
L'administrateur de l'EPA a rang de membre du cabinet présidentiel. Depuis les années 1980, il existe un mouvement pour faire de l'administrateur un secrétaire de cabinet à part entière et donc de l'EPA un département de l'Environnement et 16e département du cabinet présidentiel. L’administrateur de l'EPA est l'équivalent au ministre de l'Environnement dans d'autres pays.

## Liste des administrateurs
| Administrateur                    | Période                             | Président                  |
| --------------------------------- | ----------------------------------- | -------------------------- |
| William Ruckelshaus               | 4 décembre 1970 – 30 avril 1973     | Richard Nixon              |
| Robert Fri (intérim)              | 30 avril 1973 – 12 septembre 1973   | Richard Nixon              |
| Russell Errol Train               | 12 septembre 1973 – 20 janvier 1977 | Richard Nixon, Gerald Ford |
| John Quarles, Jr. (intérim)       | 21 janvier 1977 – 6 mars 1977       | Jimmy Carter               |
| Douglas M. Costle                 | 7 mars 1977 – 20 janvier 1981       | Jimmy Carter               |
| Steve Jellinek (intérim)          | 21 janvier 1981 – 25 janvier 1981   | Ronald Reagan              |
| Walter Barber, Jr. (intérim)      | 25 janvier 1981 – 19 mai 1981       | Ronald Reagan              |
| Anne M. Burford                   | 20 mai 1981 – 9 mars 1983           | Ronald Reagan              |
| William Ruckelshaus               | 18 mai 1983 – 4 janvier 1985        | Ronald Reagan              |
| Lee M. Thomas                     | 8 février 1985 – 20 janvier 1989    | Ronald Reagan              |
| William K. Reilly                 | 6 février 1989 – 20 janvier 1993    | George H.W. Bush           |
| Carol M. Browner                  | 22 janvier 1993 – 19 janvier 2001   | Bill Clinton               |
| Christine Todd Whitman            | 31 janvier 2001 – 27 juin 2003      | George W. Bush             |
| Marianne Lamont Horinko (intérim) | 14 juillet 2003 – 5 novembre 2003   | George W. Bush             |
| Michael Leavitt                   | 6 novembre 2003 – 26 janvier 2005   | George W. Bush             |
| Stephen L. Johnson                | 29 avril 2005 – 20 janvier 2009     | George W. Bush             |
| Lisa P. Jackson                   | 22 janvier 2009 – 19 février 2013   | Barack Obama               |
| Bob Perciasepe (intérim)          | 19 février 2013 - 18 juillet 2013   | Barack Obama               |
| Gina McCarthy                     | 18 juillet 2013 - 20 janvier 2017   | Barack Obama               |
| Catherine McCabe (intérim)        | 20 janvier 2017 – 17 février 2017   | Donald Trump               |
| Scott Pruitt                      | 17 février 2017 – 5 juillet 2018    | Donald Trump               |
| Andrew R. Wheeler                 | 5 juillet 2018 - 20 janvier 2021    | Donald Trump               |
| Jane Nishida (intérim)            | 20 janvier 2021 - 11 mars 2021      | Joe Biden                  |
| Michael S. Regan                  | 11 mars 2021 - 20 janvier 2025      | Joe Biden                  |
| Lee Zeldin                        | Depuis le 29 janvier 2025           | Donald Trump               |

### Administrateurs par intérim
L'administrateur par intérim (Acting Administrator) assume habituellement la fonction dans la période d'intérim entre la démission de l'administrateur en fonction et la confirmation de son successeur ou durant une transition entre deux administrations présidentielles, avant que son successeur ait été nommé et confirmé. Les administrateurs par intérim sont issus de l'EPA et habituellement y ont exercé une fonction sujette à confirmation par le Sénat. Linda Fisher et Stephen L. Johnson servaient comme administrateur adjoint quand ils sont devenus administrateur par intérim. Marianne Lamont Horinko était conseillère de l'administrateur à cette période. Il n'y a pas besoin de confirmation du Sénat pour être administrateur par intérim.